# Cieśnina Luzon
Cieśnina Luzon (ang. Luzon Strait; tagal. Kipot ng Luzon; chiń. upr. 吕宋海峡; chiń. trad. 呂宋海峽; pinyin Lǚsòng Hǎixiá) – cieśnina Oceanu Spokojnego łącząca Morze Południowochińskie z Morzem Filipińskim, między wyspami Luzon i Tajwan. Cieśnina o szerokości około 320 km, podzielona jest na trzy części przez wyspy Batan i Babuyan: część północną – Bashi, środkową – Balintang oraz południową – Babuyan.